# Motore V5
Un motore V5 è un motore a pistoni a cinque cilindri in cui i cilindri condividono un albero motore comune e sono disposti in una configurazione a V.
I motori V5 sono molto rari: l'unica versione in produzione è il motore VR5 (Valvetrain 5) del gruppo Volkswagen 1997-2006.

## Automobili

### Motori generali
All'inizio degli anni '80, Oldsmobile sviluppò un prototipo diesel V5 da 2,5 litri, tuttavia non giunse mai in produzione e il progetto fu successivamente abbandonato. Il V5 è basato sul motore diesel Oldsmobile V6 con la pompa di iniezione del carburante nella posizione del sesto cilindro "mancante". Un prototipo di motore è in mostra al RE Olds Museum di Lansing, nel Michigan.

### Gruppo Volkswagen
L'unico motore automobilistico V5 a raggiungere la produzione è stato il motore "VR5" da 2,3 litri prodotto dalla Volkswagen dal 1997 al 2006. Basato sul motore VR6 di Volkswagen, il VR5 era un motore ad angolo stretto con cilindri sfalsati (tre cilindri su una bancata e due sull'altra) che condividevano una singola testata. Come per il motore VR6, l'angolo tra le sponde era di 15 gradi. Le versioni iniziali utilizzavano 2 valvole per cilindro, tuttavia, un aggiornamento nel 2000 ha portato a un totale di 4 valvole per cilindro e l'aggiunta di fasatura variabile delle valvole.

## Motociclette

### Honda
La Honda RC211V, una motocicletta da corsa della MotoGP che ha gareggiato nelle stagioni 2002-2006, utilizzava un motore V5 da 960 cm³ montato trasversalmente, che aveva tre cilindri nella parte anteriore, due cilindri nella parte posteriore e un angolo a V di 75,5 gradi. Il motore utilizzava 4 valvole per cilindro.